# Graminella floridana
Graminella floridana är en insektsart som beskrevs av Delong och Mohr 1937. Graminella floridana ingår i släktet Graminella och familjen dvärgstritar. Inga underarter finns listade i Catalogue of Life.